# 吉沢京夫
吉沢 京夫（よしざわ たかお、1929年 - 1999年10月27日）は、日本の演出家、俳優、映画プロデューサーである。旧漢字表記吉澤 京夫。劇団京の創立者・初代代表（1988年 - 1999年）。大島渚監督の『日本の夜と霧』への出演、若松孝二監督の『壁の中の秘事』での共同脚本・主演で知られる。
allcinema等での読み「よしざわ かつお」 は誤りである。

## 人物・来歴

### 左翼運動と新劇・映画
1929年（昭和4年）、東京府東京市（現在の東京都）に生まれる。5歳年上の兄に「日本民話の会」の活動で知られる吉沢和夫（1924年 - ）がいる。
第二次世界大戦初期に旧制芝中学校（現：芝中学校・高等学校）に入学、戦後、同校を卒業して、1947年（昭和22年）4月、旧制浦和高等学校（現：埼玉大学）に入学した。当時2年上級に在籍した川村善二郎によれば、吉沢は1年生だった当時すでに論客であり、西田幾多郎やカール・マルクスの著作を援用して論じ、学生自治会の運動に入っていったという。兄・和夫が同年当時在籍した東京大学の歴研が開いた「日本歴史講座」を川村と共に、授業をさぼって聴講に出かけたこともあったという。1学年下の大野明男によれば、吉沢は「マルクス主義とY談とをゴチャマゼに語った」という。1949年（昭和24年）3月、同校卒業後、同年4月に京都大学に進学する。同学在籍中の演劇仲間に、大島渚、戸浦六宏らがおり、吉沢は大島の評価としても「たいへんな理論派」だったという。
1953年（昭和28年）3月、同学を卒業すると、下村正夫、瓜生忠夫が主宰する劇団「新演劇研究所」に入団する。当時同劇団には、小松方正（1951年入団）、寺島幹夫（1952年入団）らがいた。1958年（昭和33年）に同劇団が活動を停止、解散すると、吉沢は、翌1959年（昭和34年）3月、劇団「新演」を結成して運動を継承、同劇団に参加した団員には寺島幹夫、仲村秀生、速水一郎らがいた。1960年（昭和35年）10月9日に公開された大学時代の旧友である大島渚の監督作『日本の夜と霧』に新演所属の左近允宏、速水一郎らとともに出演、小山明子演じる「中山美佐子」の夫で学生運動の活動家「中山勝彦」役を演じる。同作は公開4日目に上映中止になり、吉沢は、速水が同作を劇化した戯曲を基に演出、翌1961年（昭和36年）6月15日 - 同27日、新宿厚生年金会館で公演を打った。同年10月10日にTBSテレビで放送されたテレビドラマ『判事よ自らを裁け』（演出大山勝美）に左近、速水らとともに出演した。1962年（昭和37年）には、大島渚が東映京都撮影所で監督した『天草四郎時貞』にも出演している。このころ、寺島幹夫とともに新演を脱退、同劇団は活動停止に陥った。
新演の仲間であった寺島幹夫は、1963年（昭和37年）12月31日に公開された『不倫のつぐない』（製作新映フィルム、配給日本シネマ）前後から若松孝二の監督作に出演を始め、常連になっていたが、吉沢は、1965年（昭和40年）、若松の『壁の中の秘事』の脚本に初めて参加、日活の曾根中生とともに「大谷義明」名義でクレジットされ、さらには寺島とともに同作に出演した。同作は、同年6月25日から西ベルリンで開催された第15回ベルリン国際映画祭のコンペティション作品に選ばれ、上映された。同作の選出については映画祭側と映連（日本映画製作者連盟）側でトラブルがあり、映連が推した別の2作を映画祭は予選で落選とし、独立系の若松プロダクションによる同作を選んだおかげで、映連は今後同映画祭には出品しない旨の通告をするに至った。一方、同作は、西ベルリンの業者がエントリしたものであったが、結果的には唯一の日本作品として同映画祭で上映され、従来「低俗」と断じられていた日本での独立系成人映画への注目が高まったとされる。このとき、吉沢は若松や配給元の関東ムービー配給社社長・桑原正衛とともに映画祭に立ち会っている。若松によれば、上映時にも激しいヤジが飛び、翌日の地元紙も酷評、日本の読売新聞にも「国辱」と書かれたが、吉沢は「日本一の論客」、若松の「すごいブレーン」として、同映画祭の審査員であった草壁久四郎らを相手に作品の側の論陣を張ったという。吉沢は引き続き、若松の次作『歪んだ関係』に寺島とともに出演している。同作の脚本は前作同様「大谷義明」とクレジットされているが、この共同名義に吉沢が参加したかどうかは不明である。
『歪んだ関係』を配給した国映は、子会社に日本放送映画を持っており、吉沢は同社が製作した連続テレビアニメーション映画『冒険少年シャダー』に関わり、「オーディオ演出」とクレジットされ、同作は1967年（昭和42年）9月18日 - 1968年（昭和43年）3月16日に放映された。日本放送映画はやがて国映資本を離れ、新倉雅美（別名・渡邊清）が代表を務める東京テレビ動画になり、同社が製作し、1971年（昭和46年）9月24日に公開された劇場用映画『ヤスジのポルノラマ やっちまえ!!』では、吉沢も「企画」として参加、土橋寿男とともにクレジットされた。同社はやがて解消され、日本テレビ動画として同年11月に改めて設立され、同社が製作し、不二家の時間で放映されたテレビアニメ映画『アニメドキュメント ミュンヘンへの道』ではプロデューサー、同じく不二家の時間で放映されたテレビアニメ映画『モンシェリCoCo』ではプランナーとそれぞれクレジットされた。

### 演劇の砦
1976年（昭和51年）、吉沢は下北沢に吉沢演劇塾を開設、スタニスラフスキー・システムの思想・美学の実践の場とした。同塾での活動を母体に1988年（昭和63年）、劇団京を設立した。
1999年（平成11年）には、劇団京の創立10周年記念公演として、同年2月5日 - 同14日に本多劇場で『桜の園』（作アントン・チェーホフ、訳中本信幸）を公演、その演出をし、同年3月19日 - 同24日にはミニシアターKYOで吉沢演劇塾の卒業記念公演『アディオス号の歌』（作秋元松代、演出浜中昭子）の総合指導を手がけていたが、同年10月27日、肺癌のため東京都立川市錦町の自宅で死去した。満70歳没。劇団葬が同年11月28日、東京都港区芝公園の増上寺で行われた。長男は劇作家・演出家の吉澤耕一（1960年 - ）、次男は吉澤はじめ（1965年 - ）である。
吉沢没後も劇団は継承され、劇団京は2003年（平成15年）4月21日に特定非営利活動法人格を取得し特定非営利活動法人劇団京になり、代表は同団の育てた演出家である浜中昭子が務める。2004年（平成16年）4月、ペレジヴァーニエ・アートシアター、スタジオ・ソンツェとともに東京ノーヴイ・レパートリーシアターを結成した。

### 再評価
2009年（平成21年）3月14日 - 5月15日にラピュタ阿佐ヶ谷で行われた「60年代まぼろしの官能女優たち」の特集上映で、助演した『歪んだ関係』が16mmフィルム版、タイトル・クレジットが欠落した76分の上映用プリントで上映された。

## フィルモグラフィ
特筆以外すべて「出演」である。
- 『日本の夜と霧』：監督大島渚、脚本大島渚・石堂淑朗、主演渡辺文雄、製作松竹大船撮影所、配給松竹、1960年10月9日公開（映倫番号 11550）- 出演・「中山勝彦（美佐子の夫）」役、108分の上映用プリントをNFCが所蔵[5]
- 『判事よ自らを裁け』：演出大山勝美、原作土屋隆夫、脚色山田正弘、主演佐分利信、製作TBS、1961年10月10日放送（テレビ放送劇・日立ファミリーステージ）- 出演
- 『天草四郎時貞』：製作大川博、監督大島渚、脚本石堂淑朗・大島渚、主演大川橋蔵、製作東映京都撮影所、配給東映、1962年3月21日公開（映倫番号 12746）- 出演・「角蔵」役、原版が現存・東映チャンネルが放映[25]
- 『おかあさん』第173回『さらばルイジアナ』：監督実相寺昭雄、脚本田村孟、主演原知佐子、製作TBS、1963年2月14日放映（テレビ映画）- 出演
- 『小さな冒険旅行』：製作米山彊・中島正幸、企画日本生命保険相互会社、監督大島渚、原案石原慎太郎、脚本石堂淑朗、主演中川春樹、製作日生劇場映画部、1963年発表（PR映画）- 出演、56分の上映用プリントをNFCが所蔵[5]
- 『壁の中の秘事』：製作・企画・監督若松孝二、主演可能かづ子、製作若松プロダクション、配給関東ムービー配給社、1965年6月公開（成人映画・映倫番号 13984）- 出演・「大谷義明」名義で曾根中生とともに脚本（第15回ベルリン国際映画祭コンペティション出品）、原版が現存・2006年に紀伊國屋書店がDVDビデオグラム発売[3][8]
- 『歪んだ関係』：製作矢元照雄、企画・監督若松孝二、脚本大谷義明、主演新高恵子・城山路子、製作・配給国映、1965年9月公開（成人映画・映倫番号 14180）- 出演[20]、76分の16mmフィルム版上映用が現存[20]。
- 『冒険少年シャダー』：製作・企画矢元照雄・藤井賢祐、演出片岡忠三、原作岡本光輝、脚本辻真先、声の主演北条美智留、製作日本テレビ放送網・日本放送映画、1967年9月18日 - 1968年3月16日放映（連続テレビアニメーション映画・全156回）- オーディオ演出
- 『ヤスジのポルノラマ やっちまえ!!』：製作渡辺清、演出三輪孝輝・高桑慎一郎、原作谷岡ヤスジ、脚本吉田喜昭、声の主演鈴木ヤスシ、製作東京テレビ動画、配給日本ヘラルド映画、1971年9月24日公開（映倫番号 16890-2）- 土橋寿男とともに企画
- 『アニメドキュメント ミュンヘンへの道』：監督大隅正秋、脚本松岡清治・竹内泰三・辻真先・吉原幸栄・伊東恒久、声の主演小林昭二、製作TBS・日本テレビ動画、1972年4月23日 - 同年8月20日放映（不二家の時間・全16回）- プロデューサー
- 『アニメドキュメント ミュンヘンへの道 特別編』：監督大隅正秋、脚本松岡清治・竹内泰三・辻真先・吉原幸栄・伊東恒久、声の主演小林昭二、製作TBS・日本テレビ動画、1972年9月24日放映（不二家の時間）- プロデューサー
- 『モンシェリCoCo』：製作渡辺清、演出正延宏三、原作大和和紀、脚本斉藤次郎・吉原幸栄、声の主演広川あけみ、製作TBS・日本テレビ動画、1972年8月27日 - 同年11月26日放映（不二家の時間・全13回）- プランナー

## テアトログラフィ
おもな演劇の上演一覧である。
- 『日本の夜と霧』：原作大島渚・石堂淑郎、劇化翻案速水一郎、新演、新宿厚生年金会館、1961年6月15日 - 同27日公演 - 演出[14][15]
- 『楠三吉の青春』：作大橋喜一、新演、俳優座劇場、1961年4月25日 - 同30日公演 - 演出
- 『草むす屍』：作石崎一正、演出左近允洋、新演、新宿厚生年金会館、1962年8月15日 - 同20日公演（第7回公演）
- 『裸の町』：作真船豊、吉沢演劇塾、吉沢演劇塾ホール、1982年1月8日 - 同17日公演 - 演出
- 『自由の彼方で』：作椎名麟三、吉沢演劇塾、吉沢演劇塾ホール、1983年5月13日 - 同22日公演 - 演出
- 『持つということ』：作ユリウス・ハイ、訳千田是也、演出古市禮子・外谷勝由・大高直子、吉沢演劇塾、下北沢吉沢演劇塾、1984年6月21日 - 同年7月1日公演
- 『持つということ』：作ユリウス・ハイ、訳千田是也、演出古市禮子、吉沢演劇塾、下北沢吉沢演劇塾、1984年10月27日 - 同年11月4日公演
- 『終電車脱線す』：作椎名麟三、吉沢演劇塾、下北沢吉沢演劇塾、1985年1月26日 - 同年2月3日公演 - 演出
- 『吉沢演劇塾パフォーマンス'85 IMAGINATION』：吉沢演劇塾、1985年公演
- 『スカパンの悪だくみ』：作モリエール、演出外谷勝由、吉沢演劇塾、吉沢演劇塾ホール、1986年1月24日 - 同年2月2日公演
- 『商船テナシテイ』：作シャルル・ヴィルドラック、訳・脚色永井一郎、劇団京、劇団京ホール、1988年6月18日 - 同26日公演（劇団第1回公演）- 演出
- 『プロポーズ』『創立記念祭』：作アントン・チェーホフ、訳中本信幸、劇団京、劇団京ホール、1988年11月5日 - 同13日公演（劇団第2回公演）- 演出
- 『ことづけ』：作秋元松代、劇団京、劇団京ホール、1989年3月16日 - 同21日公演 - 演出
- 『夜の来訪者』：作J・B・プリーストリー、訳内村直也、演出速水一郎、劇団京、劇団京ホール、1989年6月3日 - 同11日公演（劇団第3回公演）
- 『商船テナシティ』：作シャルル・ヴィルドラック、訳永井一郎、劇団京、渋谷東邦生命ホール、1989年9月6日 - 同9日公演（劇団第4回公演）- 演出
- 『ロンドと万華鏡』：作O・ヘンリー、脚色・演出速水一郎、劇団京、京ホール、1990年1月27日 - 同年2月4日公演
- 『持つということ』：作ユリウス・ハイ、訳千田是也、劇団京、下北沢本多劇場、1990年7月12日 - 同15日公演（劇団第6回公演）- 演出
- シンポジウム&ワークショップ『「スタニスラスキー・システム」 俳優の仕事とは』：劇団京、京ホール、1990年11月23日 - 同年12月2日公演（下北沢演劇祭'90参加）
- 『西の国は大騒ぎ』：作J・M・シング、脚色・演出速水一郎、劇団京、前進座劇場、1991年6月27日 - 同30日公演（劇団第7回公演）
- 『喜劇 かもめ』：作チェーホフ、訳中本信幸、劇団京、前進座劇場、1991年11月20日 - 同23日公演 - 演出
- 『子供の時間』：作リリアン・ヘルマン、訳者小池美佐子、演出浜中昭子、劇団京、劇団京ホール、1991年11月22日 - 同年12月1日公演（劇団第8回公演）
- 『子供の時間』：作リリアン・ヘルマン、訳者小池美佐子、演出浜中昭子、劇団京、劇団京ホール、1992年1月31日 - 同年2月4日公演（劇団第9回公演・第2回下北沢演劇祭参加作品）
- 『危険な曲り角』：作J・B・プリーストリー、訳内村直也、演出速水一郎、劇団京、劇団京ホール、1992年6月26日 - 同年7月5日公演（劇団第10回公演）
- 『喜劇 かもめ』：作チェーホフ、訳中本信幸、劇団京、前進座劇場、1992年11月20日 - 同23日公演（劇団第11回公演）- 演出
- 『ことづけ』：作秋元松代、劇団京、劇団京ホール、1992年3月16日 - 同22日公演 - 演出
- 『危険な曲り角』：作J・B・プリーストリー、訳内村直也、演出速水一郎、劇団京、劇団京ホール、1993年2月3日 - 同7日公演
- 『日々の敵』：作秋元松代、劇団京、劇団京ホール、1993年3月17日 - 同23日公演 - 演出
- 『賢者の贈り物 O・ヘンリー7つの短編による二幕の幻想曲』：作O・ヘンリー、脚色速水一郎、劇団京、本多劇場、1993年12月9日 - 同15日公演（劇団第13回公演）- 演出
- 『プロポーズ一幕』：作チェーホフ、訳中本信幸、演出浜中昭子、劇団京、劇団京ホール、1994年2月2日 - 同6日公演（第14回公演・第4回下北沢演劇祭'94参加）
- 『壊れた風景』：作別役実、劇団京、劇団京ホール、1994年3月16日 - 同21日公演 - 演出
- 『友達』：作安部公房、演出山野辺照子、劇団京、劇団京ホール、1994年6月24日 - 同年7月3日公演（劇団第15回公演）
- 『LOOT 死体かついでひと儲け!』：作ジョー・オートン（英語版）、演出浜中昭子、劇団京、劇団京ホール、1994年11月25日 - 同年12月4日公演（劇団第16回公演）
- 『LOOT 死体かついでひと儲け!』：作ジョー・オートン、訳菅原卓、演出浜中昭子、劇団京、劇団京ホール、1995年2月1日 - 同5日公演（第17回公演・第5回下北沢演劇祭'95参加作）
- 『賢者の贈り物』：作O・ヘンリー、脚色速水一郎、劇団京、東京芸術劇場小ホール、1995年11月30日 - 同年12月6日公演（劇団第19回公演）- 演出
- 『Dangerous Corner 危険な曲り角』：作J・B・プリーストリー、脚色・演出速水一郎、劇団京、劇団京ホール、1995年6月30日 - 同年7月9日公演
- 『Dangerous Corner 危険な曲り角』：作J・B・プリーストリー、脚色・演出速水一郎、劇団京、劇団京ホール、1996年2月1日 - 同5日公演（第20回公演・第6回下北沢演劇祭'96参加作品）
- 『12人の浮かれる男』：作筒井康隆、演出速水一郎、劇団京、劇団京ホール、1996年9月20日 - 同29日公演（劇団第21回公演）
- 『賢者の贈り物 O・ヘンリー7つの短編によるクリスマスの幻想曲』：作O・ヘンリー、脚色速水一郎、劇団京、東京芸術劇場小ホール、1996年11月28日 - 同年12月1日公演（劇団第22回公演）- 演出
- 『スカパンの悪だくみ』：作モリエール、演出山辺照子、劇団京、劇団京ホール、1997年9月19日 - 同28日公演（劇団第23回公演）
- 『生涯』：作つかこうへい、演出上原雄志、劇団京、劇団京ホール、1998年1月27日 - 同年2月5日公演（第24回公演・第8回下北沢演劇祭参加）
- 『賢者の贈り物』：作O・ヘンリー、脚色速水一郎、劇団京、四谷区民ホール、1998年11月25日 - 同27日公演（劇団第26回公演）- 演出
- 『どうしてデズデモーノフが25ルーブリを失ったかという話』：作アントン・チェーホフ、脚色速水一郎、演出浜中昭子、劇団京、ミニシアターKYO、1998年7月3日 - 同年9月12日公演（劇団第25回公演）
- 『桜の園』：作アントン・チェーホフ、訳中本信幸、劇団京、本多劇場、1999年2月5日 - 同14日公演（第27回公演・創立10周年記念公演）- 演出
- 『アディオス号の歌』：作秋元松代、演出浜中昭子、吉沢演劇塾、下北沢・ミニシアターKYO、1999年3月19日 - 同24日公演 - 総合指導（遺作）
- 『ゆうれい』：作ヘンリック・イプセン、訳毛利三彌、演出速水一郎、劇団京、ミニシアターKYO、1999年11月12日 - 同21日公演

## ビブリオグラフィ
国立国会図書館蔵書を中心とした一覧である。
- 「映画の演技について その変革の道」茨木憲・神田貞三・新藤康正・田畑慶吉・野村しづ子・吉沢京夫・和智宏一・粕三平：『映画批評』第1巻第2号、映画批評社、1957年7月発行、p.51.
- 「劇評・座談会 渦を巻く舞台 最前線からの発言 『石の語る日』『日本の夜と霧』『遠くまで行くんだ』『黄色い波』『昭和の子供』『長い夜の記録』」観世栄夫・西島大・広渡常敏・増見利清・宮城粂子・吉沢京夫・八田元夫：『テアトロ』第28巻第8号通巻第215号、テアトロ社、1961年8月発行、pp.2-19.
- 特集 大島渚のミステリー・ゾーン 大島渚をめぐって幾つかの幻想「必要不可決な排他性」：『映画評論』第28巻第4号、新映画、1971年4月発行、pp.38-41.
- 特集 芝居のマイム「タバコを吸ってみて 架空対象行動の意味」吉沢京夫：『悲劇喜劇』第43巻第2号通巻第472号、早川書房、1990年2月発行、pp.32-35.
- 「俳優養成の現場より 4」野田雄司・吉沢京夫・山村晋平：『テアトロ』第603号、テアトロ社、1993年5月発行、pp.118-123.
- 「養成現場より」兼八善兼・大津晧一・吉兼保・安井武・福島勝則・手塚敏夫・加瀬谷慎一・渥美國泰・高木達・篠崎光正・吉沢京夫・山村晋平・伊藤弘一・香川良成・堀口始・丹波義孝・町田裕・松田咲實・小野耕人・北川米彦・野田雄司：『テアトロ』第611号、テアトロ社、1993年12月発行、pp.44-85.
- 「ピックアップ 劇団京附属俳優養成所吉沢塾」吉沢京夫：『テアトロ』第611号、テアトロ社、1993年12月発行、pp.140-141.
- 「有名ヴェテラン講師に聞く 2」大内三朗・和田勉・福沢富夫・吉沢京夫・福島勝則・安井武・伊藤弘一・福田善之・藤原新平・北川米彦・田島喜男・柏倉敏之・香川良成・後藤象院・堀内完・原孝・青山一男・石田庸子・徳丸完・榊原良明：『テアトロ』第611号、テアトロ社、1993年12月発行、pp.146-154.
- 「ヴェテラン講師の声 養成現場より1」兼八善兼・安井武・高木達・香川良成・寺島幹夫・渥美國泰・石岡三郎・久保田猛・丹波義隆・ワダユタカ・吉沢京夫・白浜健三・大林晃・市川哲夫・野田雄司：『テアトロ』第624号、テアトロ社、1994年12月発行、pp.50-64.
- 「ピックアップ養成所 劇団京附属俳優養成所 吉沢塾」：『テアトロ』第624号、テアトロ社、1994年12月発行、pp.118-119.
- 「ヴェテラン講師の声 養成現場より」深町幸雄・吉沢京夫・福島勝則・久保田猛・斎藤真・鷲田照幸・市川哲夫・十島英明・安井武・鈴木康夫・丹波義隆・大島信久・藤野珠美・勝然武美・越光照文・野田雄司：『テアトロ』第637号、テアトロ社、1995年12月発行、pp.83,100-115.
- 「ピックアップ養成所 劇団京附属俳優養成所吉沢塾」吉沢京夫：『テアトロ』第637号、テアトロ社、1995年12月発行、pp.160-161.
- 「特集 舞台俳優をめざす人たちへ」冨田浩太郎・吉沢京夫・久保田猛・横沢丈二・西舘好子・八重垣緑・木山潔・大島信久・古城十忍・岡部耕大・村田元史・宮沢章夫・福島勝則・木野花・勝然武美・飯島早苗・松行俊二・豊田紀雄・高橋清祐・根上忍・越光照文・斎藤真・飛野悟志：『テアトロ』第676号、テアトロ社、1998年12月発行、pp.67,72-74,76-81,83-88,90-97.
- 「ピックアップ養成所 劇団京附属俳優養成所 吉沢塾」吉沢京夫：『テアトロ』第676号、テアトロ社、1998年12月発行、pp.130-131.
- 「今こそ新劇のルネッサンスを目指して 吉沢京夫氏インタビュー」：『テアトロ』第678号、テアトロ社、1999年2月発行、pp.120-121.
- 「SAY! 舞台俳優を目指す人達へ」高木達・高橋清祐・安井武・越光照文・太田省吾・福島勝則・岩村久雄・寺島幹夫・水谷内助義・村松克己・渥美国泰・八重垣緑・横沢丈二・松行敏二・飛野悟志・古関スマコ・吉沢京夫・根上忠・勝然武美・豊田紀雄・木野花・斉藤真・高岸昭代・小竹林早雲・大島信久・木村威夫・上杉尚祺：『テアトロ』第689号、カモミール社、1999年12月発行、pp.65-92.
- 「ピックアップ養成所 劇団京附属俳優養成所　吉沢塾」：『テアトロ』第689号、カモミール社、1999年12月発行、pp.166-167.